# Bahri Beci
Bahri Beci (ur. 6 marca 1936 w Szkodrze, zm. 20 sierpnia 2023 w Stambule) – albański albanista i językoznawca. Specjalizował się w dialektologii, fonetyce, historii języka albańskiego oraz albańskiej gramatyki.

## Życiorys
W 1958 roku ukończył studia albanistyczne na Państwowym Uniwersytecie Tirany, odbył następnie studia podyplomowe w Instytucie Lingwistyki Ogólnej i Stosowanej oraz Fonetyki Université Sorbonne-Nouvelle w latach 1975–1977. W 1979 roku uzyskał w Tiranie stopień kandydata nauk, a w 1984 roku obronił pracę doktorską.
W latach 1974–1975 był sekretarzem naukowym Instytutu Lingwistyki i Literatury w Tiranie, następnie pracował tam jako profesor, a w latach 1993–1997 był dyrektorem tegoż instytutu. Pełnił punkcję redaktora naczelnego czasopisma Studime filologjike w latach 1984–1993. Od 1997 roku nauczał języka albańskiego w Narodowym Instytucie Języków i Kultur Orientalnych w Paryżu.
W 2008 roku został członkiem Albańskiej Akademii Nauk, należał także do Akademii Nauk i Sztuk Kosowa. Za swoją działalność naukową był niejednokrotnie nagradzany przez Zgromadzenie Kosowa oraz uhonorowany odznaczeniami przez prezydenta Kosowa. Mieszkał w Paryżu.

## Prace naukowe i podręczniki[1]
- Të folmet veriperëndimore të gjuhës shqipe dhe sistemi fonetik i së folmes së Shkodrës (1995)
- Fonetika e gjuhës shqipe (1997)
- Probleme të politikës gjuhësore dhe të planifikimit gjuhësor në Shqipëri (2000)
- Dialektet e shqipes dhe historia e formimit të tyre (2002)
- Probleme të lidhjeve të shqipes me gjuhët e tjera ballkanike (2002)
- Atlasi dialektologjik të shqipes (2007)
- Gegërishtja qendrore dhe grupimi i të folmeve të saj (2007)
- Historia e standardizimit të shqipes (2010)
- Një libër që nuk do të doja ta shkruaja (2013)
- ‘Homo ideologjikus’ në shkencën shqiptare (2015)
- Struktura dialektore e shqipes (2016)